# Nolavia rubriventris
Nolavia rubriventris är en spindelart som först beskrevs av Salvador de Toledo Piza Júnior 1939.  Nolavia rubriventris ingår i släktet Nolavia och familjen jättekrabbspindlar. Inga underarter finns listade i Catalogue of Life.